# P-19

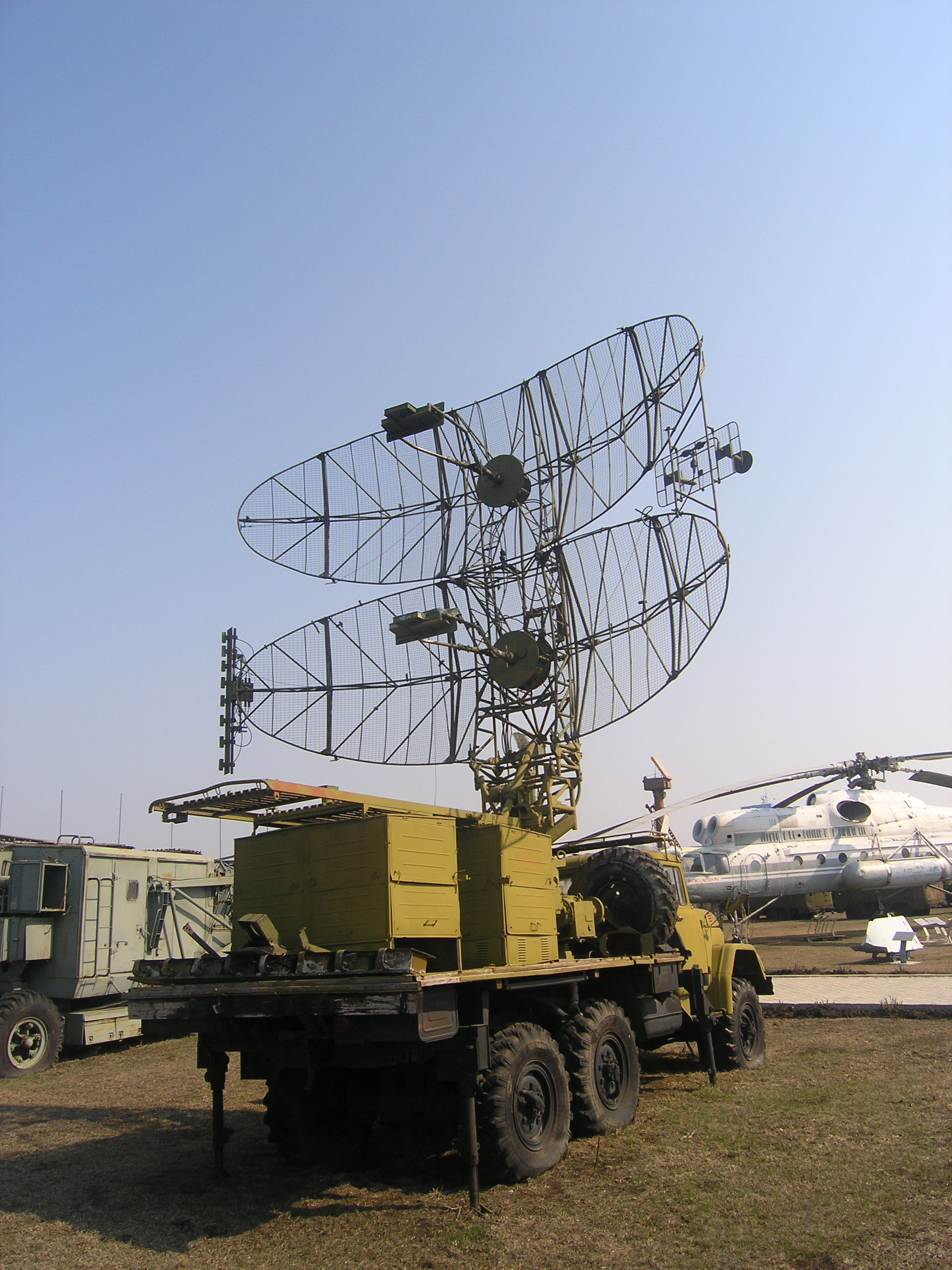
Antennenfahrzeug der P-19 mit entfalteter Antenne

Die P-19 (russisch П-19 Дунай, deutsch P-19 Donau) ist ein in der Sowjetunion entwickeltes 2D-Radargerät. Das 1974 in die Bewaffnung der Sowjetarmee eingeführte System wird zur Aufklärung tieffliegender Luftziele und zur Zielzuweisung benutzt. Die Werksbezeichnung lautet 1РЛ134 (Transkription: 1RL134). Die NVA bezeichnete das System auch als Rundblickstation 19, abgekürzt RBS-19. Der NATO-Codename ist Flat Face B.

## Entwicklung
Die P-19 entstand als Weiterentwicklung der P-15. Die Anfang der 1970er Jahre entwickelte Version P-15MN (russisch: П-15МН) zeichnete sich bei Beibehaltung der grundsätzlichen Konstruktion durch verbesserte Störschutzmöglichkeiten aus. Die Geräte des Freund-Feind-Kennungssystems Kremnij 2 wurden in das System integriert. Zum Einsatz kam weiterhin eine neue Generation elektronischer Bauelemente. Der Bedienteil mit der elektronischen Ausrüstung wurde vom Antennenteil getrennt und auf ein eigenes Trägerfahrzeug gesetzt. Als Trägerfahrzeuge wurde der ab Ende der 1960er Jahre eingeführte Lkw ZIL-131A verwendet. Da sich Aufbau und technische Daten vom Vorgänger deutlich unterschieden, erhielt das System die neue Bezeichnung П-19 Дунай bzw. 1РЛ134.

## Konstruktion

### Aufbau der Radarstation
Das System besteht aus
- dem Gerätefahrzeug im Koffer K4.131 auf ZIL-131
- dem Antennenfahrzeug auf ZIL-131
- dem Kennungsgerät NRS-15
- dem System zur elektronischen Datenübertragung ASPD-U
- zwei Elektroaggregaten  AB-16-T/230/Tsch-400 (bzw. AB-16-T/230/Tsch-400M1, ab 1987 AB-16-T/230P-RM1)
- Zubehör und Ersatzteilen

Die Bestandteile des Systems ermöglichten einen weitgehend autonomen Einsatz sowie die Prüfung, Wartung und Instandsetzung unter feldmäßigen Bedingungen.

### Grundsätzliches Zusammenwirken der Elemente des Waffensystems

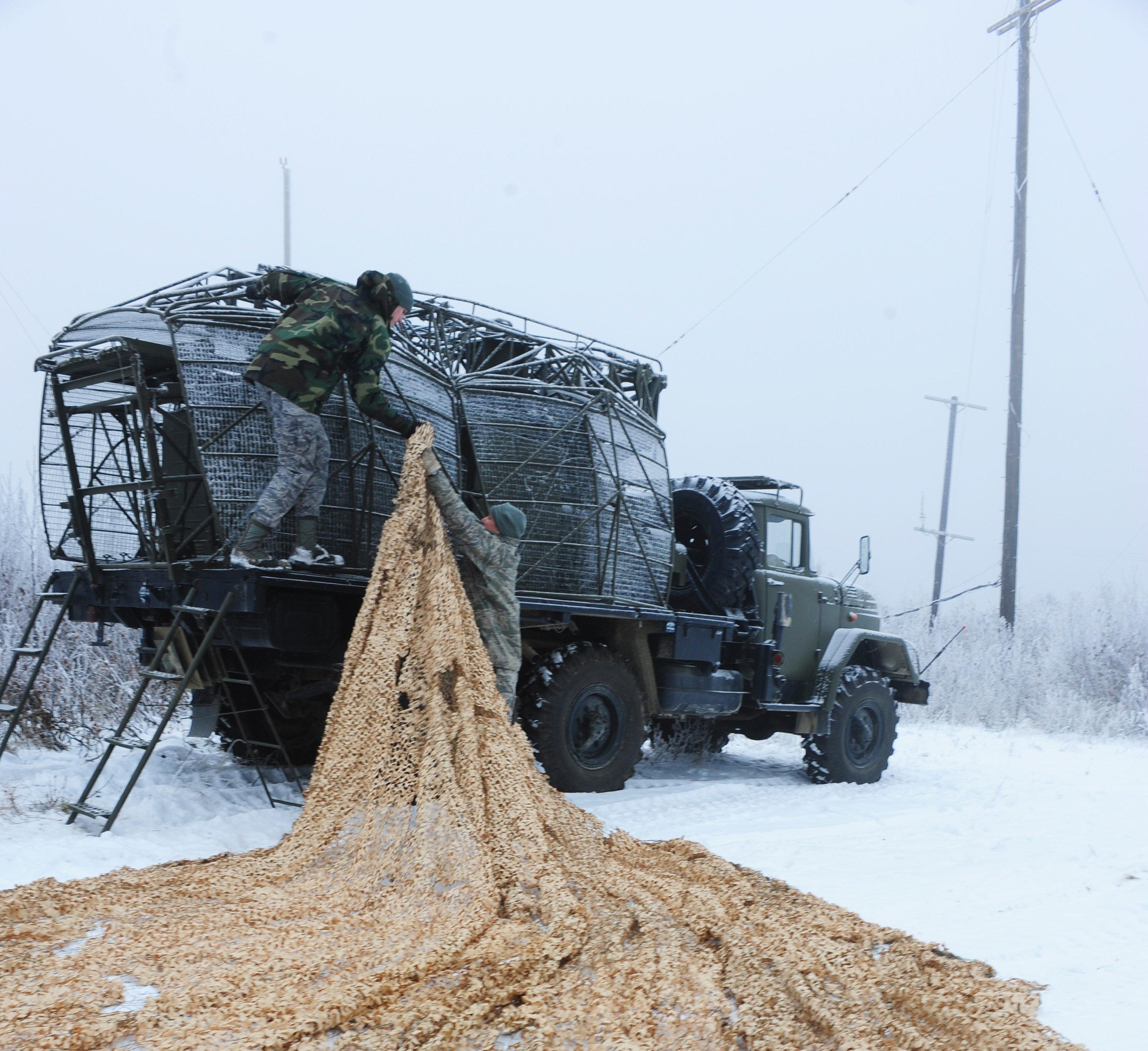
Antennenfahrzeug mit Antennen in Marschlage

Auf dem Antennenfahrzeug war die Antennenanlage verlastet, ebenso die zwei zur Stromversorgung des Systems benötigten Elektroaggregate. Das Gerätefahrzeug nahm im Koffer die wesentlichen elektronischen Baugruppen des Systems auf. Hier befanden sich ebenfalls die Arbeitsplätze der zur Bedienung des Systems eingesetzten Soldaten. Antennen- und Gerätefahrzeug wurden nach Aufbau der Station miteinander verkabelt. Zum Aufbau des Systems wurde eine Zeit von maximal 20 Minuten benötigt, dazu kamen noch einmal 3,5 Minuten zum Einschalten des Systems. Diese Zeit war durch das notwendige Vorwärmen der elektronischen Baugruppen bedingt.
Aufgeklärte Luftziele wurden auf einem Rundsichtgerät dargestellt. Die Bedienung des Systems konnte auch von außerhalb des Gerätefahrzeuges erfolgen. Dazu wurde das Tochtersichtgerät WIKO-01 benutzt, das sich bis zu 300 m vom Radargerät entfernt befinden konnte. Prinzipbedingt konnte die Höhe des aufgeklärten Luftzieles nicht ermittelt werden. Zur Bestimmung der Höhe musste das System mit sogenannten Höhenfindern wie dem PRW-9 oder dem PRW-16 gekoppelt werden. Die aufgeklärten Luftziele wurden mit Hilfe des integrierten Kennungsgerätes NRS-15 identifiziert. An andere Führungs- und Waffensysteme wurden die Zieldaten mittels Datenlink übertragen. Genutzt werden dazu Funkgerätesätze R-123 bzw. R-111, die die Übertragung von Sprache und Daten im Frequenzbereich von 20–52 MHz auf eine Entfernung von bis zu 50–60 km ermöglichten.
Um die Störfestigkeit und die Aufklärungsreichweite zu erhöhen, wurde die P-19 im Regelfall mit anderen Radarstationen genutzt. Dies war auch deshalb notwendig, da eine Aufklärung hochfliegender Luftziele mit der P-19 nicht möglich war. Eingesetzt wurden regelmäßig die im Meterwellenbereich arbeitende P-18 sowie die P-40. Mit Hilfe der P-18 konnten vor allem höher fliegende Luftziele aufgeklärt werden. Der genutzte Frequenzbereich erleichtert dabei auch eine Aufklärung von Luftzielen mit Stealth-Eigenschaften. Außerdem sind keine Anti-Radarraketen für diesen Frequenzbereich verfügbar. Die Aufklärungsergebnisse der verschiedenen Radargeräte wurden dabei zusammengefasst und auf Sichtgeräten der automatisierten Feuerleitkomplexe dargestellt. Um im Gesamtsystem die Luftziele eindeutig und mit der geforderten Genauigkeit darstellen zu können, musste die Stellung des Systems vermessen werden. Dazu wurde der im Zubehör vorhandene Richtkreis PAB-2A genutzt.
Die Bedienung besteht aus insgesamt sechs Soldaten. Damit ist ein Betrieb im Schichtdienst möglich, da zur Bedienung der Station nur zwei bis drei Soldaten gleichzeitig benötigt werden. Für die Station wird eine mittlere Betriebsdauer zwischen Ausfällen von mindestens 300 Stunden angegeben.

### Trägerfahrzeug, Kabine und Stromversorgung
Als Trägerfahrzeug kam der geländegängige Lkw ZIL-131 zum Einsatz. Das System konnte sowohl auf Straßen, als auch im Gelände verlegt werden. Aufgrund des schweren Aufbaus mit hohem Schwerpunkt und der empfindlichen elektronischen Baugruppen durfte jedoch eine Höchstgeschwindigkeit von 10 km/h im Gelände nicht überschritten werden.
Das Antennenfahrzeug hatte eine Länge von 7,7 m bei einer Breite von 2,6 m und einer Höhe (in Marschlage) von 3,4 m. Das Gesamtgewicht lag bei 10,7 t.
Das Gerätefahrzeug hatte eine Länge von 7,7 m bei einer Breite von 2,4 m und einer Höhe (in Marschlage) von 3,4 m. Das Gesamtgewicht lag bei 9,5 t. Im Koffer K4.131 befanden sich die elektronischen Baugruppen, die Fernmeldeeinrichtungen sowie die Arbeitsplätze der Bedienung. Die Heiz- und Lüftungsanlage OW-65 ermöglichte die Wärmezufuhr und Belüftung des Koffers auch im Stand unabhängig vom Betrieb des Fahrmotors. Zum Schutz vor radioaktiv, chemisch und biologisch (bakteriologisch) verseuchter Außenluft war der Koffer mit der Filterventilationsanlage FWUA-100 ausgestattet. Dazu wurde der Koffer unter Überdruck gesetzt und die angesaugte Luft gefiltert. Der Betrieb der Anlage war während der Fahrt und im Stand möglich, zum Auf- und Abbau des Radarsystems musste der Koffer jedoch verlassen werden.
Zur Führung des Systems kam ein Funkgerät R-123 zum Einsatz, zur Übertragung der Zieldaten zwei Funkgeräte R-111. Weiterhin war eine Vermittlung P-193 vorhanden. Sie diente zur Verbindung der Fernsprechstellen der einzelnen Teile des Waffensystems (Gerätewagen, Antennenwagen, Tochtersichtgerät), die sich in bis zu 300 m Entfernung befinden konnten.
Eine eigenständige Navigationsanlage war nicht vorhanden. Zur genauen Positionsbestimmung musste die Stellung mit Hilfe des Richtkreises unter Zuhilfenahme bekannter und vermessener Geländepunkte eingemessen werden.
Die Leistungsaufnahme des gesamten Systems liegt bei ungefähr 15 kW. Zur Stromversorgung dienen dabei die zwei auf dem Antennenwagen installierten Elektroaggregate AB-16-T/230/Tsch-400, die Dreiphasenwechselstrom mit einer Netzfrequenz von 400 Hz und einer Spannung von 3 * 230 Volt bereitstellen. Dabei kann jedes Aggregat bis zu 16 kW erzeugen.

### Antennenanlage

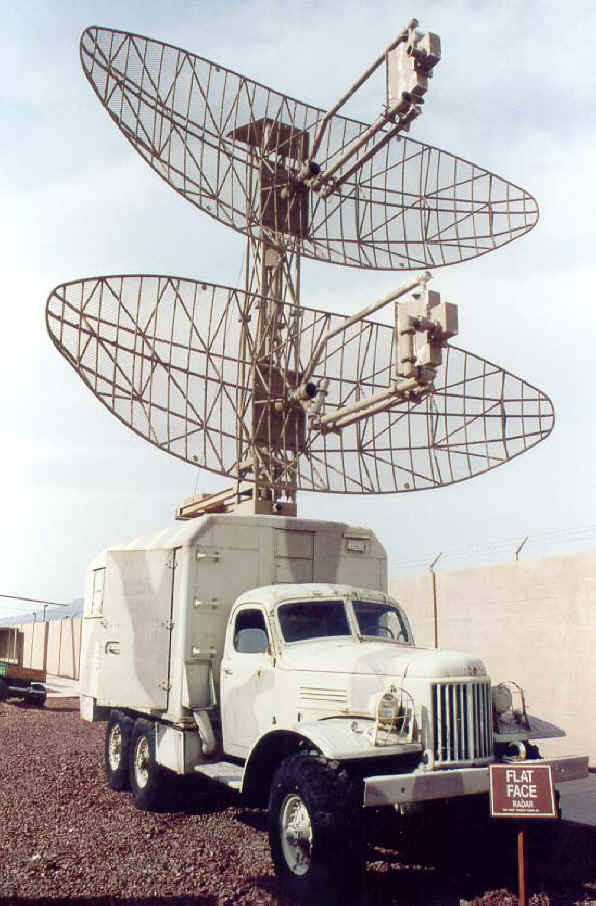
Vorgänger P-15

Der grundsätzliche Aufbau der Antennenanlage hat sich im Vergleich zum Vorgänger P-15 nicht geändert. Zum Einsatz kamen auch hier zwei angeschnittene Parabolspiegel. Die Form der Parabolspiegel ergab eine relativ hohe Auflösung in der horizontalen, aber nur eine geringe in der vertikalen Ebene. Gespeist wurden diese Antennen wiederum durch zwei Hornstrahler. Die Speisung konnte sowohl gegen- als auch gleichphasig erfolgen, dadurch änderte sich die Form des Richtdiagramms. Die Antennenanlage ist auf einem Gittermast montiert, der in Marschlage nach hinten geklappt wird. Im Betrieb dreht sich der Mast mit 6–12/min in der horizontalen Ebene, in der vertikalen Ebene kann die Antennenanlage nicht geschwenkt werden, daher ist eine Bestimmung der Flughöhe des Luftzieles nicht möglich. Durch Umschalten der Einspeisung der beiden Parabolantennen kann jedoch ein Luftziel einem von insgesamt drei Höhensektoren zugeordnet werden. Aufgrund der Richtcharakteristik der Antenne können Luftziele mit einer Flughöhe von über 6 km nicht aufgeklärt werden.
Die Antennenanlage bestimmt die Genauigkeit der Bestimmung des Seitenwinkels und das Auflösungsvermögen. Der Seitenwinkel konnte mit einer Genauigkeit von 100 Winkelminuten bis 2° bestimmt werden, die Auflösung lag bei 8° bis 15°. Dies bedeutet praktisch, dass alle Luftziele, die sich in annähernd gleicher Entfernung in einem jeweils 8° breiten Sektor befanden, auf den Sichtgeräten als ein Luftziel dargestellt wurden.
Die Antenne des integrierten Kennungserätes befindet sich bei der P-19 seitlich am unteren Parabolspiegel.

### Radargerät
Das Radargerät arbeitet im UHF-´Bereich mit einer Sendefrequenz im Bereich von 750 MHz. Im Sender des Radargerätes wird ein Magnetron eingesetzt. Der Sender erzeugt Impulse mit einer Länge von 2,1 μs und einer Impulsleistung von 210 bis 300 kW. Die Impulswiederholfrequenz liegt zwischen 500 und 600 Hz. Damit konnte die Schrägentfernung zum Luftziel bis auf 450 m genau bestimmt werden, die Auflösung wird ebenfalls mit 450 m angegeben. Dies bedeutet praktisch, dass alle Luftziele, die sich in gleicher Richtung in einem jeweils 450 m tiefen Abschnitt befanden, auf den Sichtgeräten als ein Luftziel dargestellt wurden. Zum Schutz vor Radarstörungen kann das Radargerät schnell zwischen vier voreingestellten Frequenzen umgeschaltet werden.
Der Empfänger hat eine Empfindlichkeit von 1,65 × 10−14W. Die eingebauten Störschutzsysteme ermöglichen einen Schutz vor gezielten aktiven Funkmeßstörungen, Rauschstörungen, passiven Funkmeßstörungen und asynchronen Impulsstörungen. Zum Schutz vor passiven Störungen und Festzielen war ein System zur Selektion beweglicher Ziele (SBZ) vorhanden, das mit Potenzialspeicherröhren arbeitete.
Die Luftlage wurde auf dem Rundsichtgerät im Kofferaufbau oder dem Tochtersichtgerät WIKO-01 dargestellt. Dabei wurde das Lagebild, je nach Umdrehungsgeschwindigkeit der Antenne, alle fünf bis zehn Sekunden erneuert. Auf den Sichtgeräten dargestellt wurde ebenfalls das Ergebnis der Kennungsabfrage sowie die Fluginformationen eigener Luftfahrzeuge bei Nutzung des Bodenkennungsgerätes NRZ-5P (1L23-6). Dieses Sekundärradargerät des Systems Parol ersetzte ab Mitte der 1980er Jahre das Kennungsgerät NRS-15 des Systems Kremnij-2. Im Vergleich zum Vorgänger ist neben der eigentlichen Identifizierung (Freund oder Feind) und deren Darstellung auf den Sichtgeräten auch die Abfrage und Darstellung zusätzlicher Informationen wie Flugnummer, Höhe des Flugzeuges über Grund und der Treibstoffrest (in Prozent), falls das Luftfahrzeug mit dem entsprechenden System ausgerüstet ist.
Das Radarsystem konnte Luftfahrzeuge in einer Flughöhe von 50 bis zu 6000 m auf eine Entfernung von maximal 180–250 km aufgeklärt werden. Die Auffassungsentfernung hängt dabei stark von der Radarrückstrahlfläche, der Flughöhe und besonders bei tieffliegenden Zielen vom Geländeprofil und vom Aufstellungsort des Radargerätes ab. Luftziele in einer Flughöhe von 100 m können bis auf 32 km Entfernung, in 1000 m Flughöhe bis auf 95 km Entfernung aufgeklärt werden. Diese Werte gelten für Luftziele mit einer Radarrückstrahlfläche von 1 m², das entspricht ungefähr einer MiG-21. Bei einer Flughöhe von 6000 m kann ein derartiges Luftziel in einer Entfernung von 180 km aufgefasst werden. Bei einer Radarrückstrahlfläche von 0,1 m², das entspricht ungefähr der Größe von Marschflugkörpern, verringert sich die Aufklärungsentfernung auf 24 bzw. 72 km, für Luftziele mit einer Radarrückstrahlfläche von 10 m² erhöht sie sich auf 39 bzw. 105 km. Luftziele in einer Entfernung von mehr als 300 km können nicht mehr dargestellt werden, dies war durch die Installierte Radarreichweite bedingt.
Das System ASPD diente zur automatisierten Übertragung der Luftlageinformationen an die Führungsstelle PU-12 (GRAU-Index: 9S486). Dabei handelt es sich um einen Datenlink. Im System wurden die Luftlagedaten in Echtzeit kodiert und für die Übertragung über Drahtleitungen, Kabel-, Richtfunk-, Troposphären und UKW-Verbindungen aufbereitet. Das System erlaubte sowohl Übertragung und Empfang entsprechender Daten. In der Führungsstelle PU-12 können gleichzeitig zwölf, in der Version PU-12M neunundneunzig Luftziele dargestellt werden. Das ASPD war erstmals in der Modifikation P-19-4 vorhanden.
Die P-19 konnte ebenfalls mit dem automatisierten Feuerleitkomplex 9S44 „Krab“ eingesetzt werden. Dazu wurde die P-19 mit der Feuerleitkabine 9S416 KBU (russisch: кабины боевого управления) des Komplexes 9S44 verkabelt. An die Feuerleitkabine konnten mehrere Radargeräte angeschlossen werden, auf den Sichtgeräten konnten jedoch nur die Informationen eines Radargerätes dargestellt werden, die Umschaltung zwischen der Darstellung der einzelnen angeschlossenen Radarsysteme erfolgte dabei manuell.

## Modifikationen

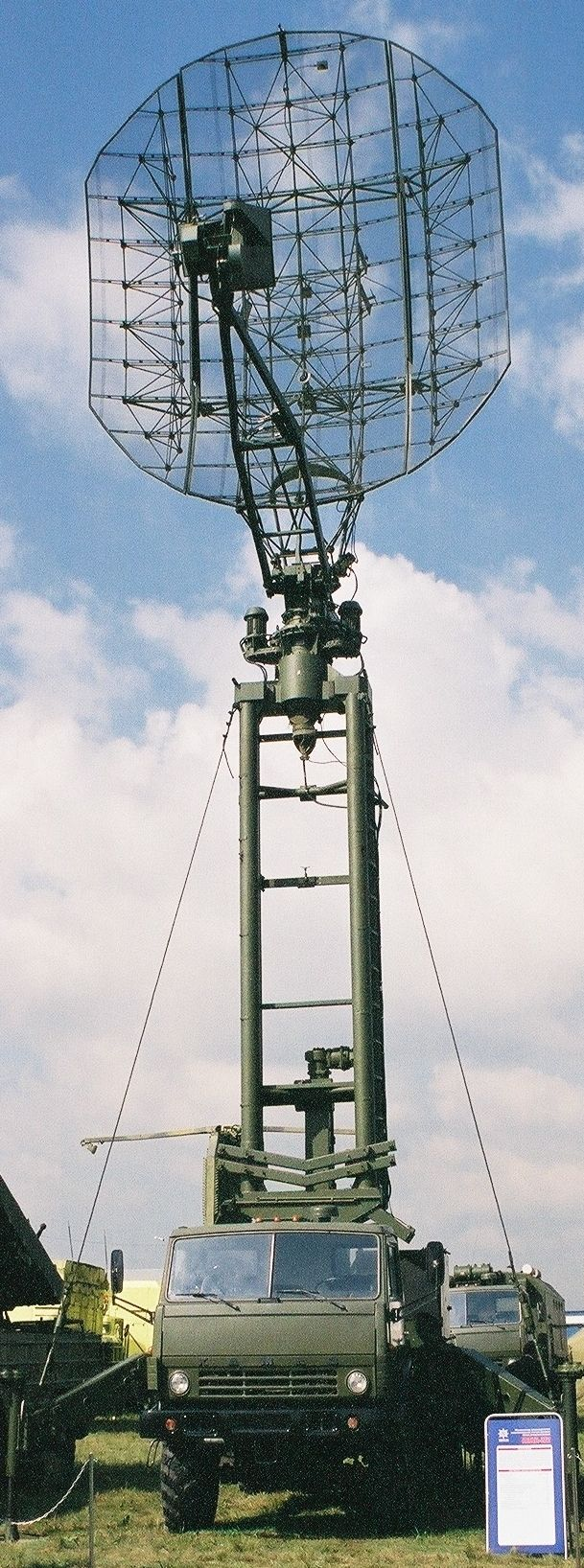
Radarstation Kasta 2E

Bis zum Zusammenbruch der Sowjetunion wurden die Versionen P-19-1 bis P-19-4 entwickelt, die grundsätzlich gleich aufgebaut sind, sich jedoch durch einzelne Detaillösungen unterschieden. Ab der Version P-19-4 wurde das System ASPD integriert.
Seit 1990 werden von unterschiedlichen Anbietern zahlreiche Modifikationen angeboten. Der Umfang reicht dabei vom Austausch einzelner Baugruppen, der Einrüstung von Systemen zur digitalen Signalverarbeitung und zum Störschutz bis zum Austausch der Trägerfahrzeuge.
Aus der P-19 wurde die Radarstation 51U6/39N6E „Kasta-2E“ (russisch: 51У6/39Н6Э «КАСТА-2E») entwickelt. Neben dem Trägerfahrzeug unterscheidet sich die Kasta von der P-19 vor allem durch die Form der Antennenanlage. Die Signalverarbeitung erfolgt weitgehend digital. Neben einer höheren taktischen Beweglichkeit soll sich die Kasta gegenüber der P-19 durch bessere taktisch-technische Daten auszeichnen.

## Einsatz

### Einsatzgrundsätze

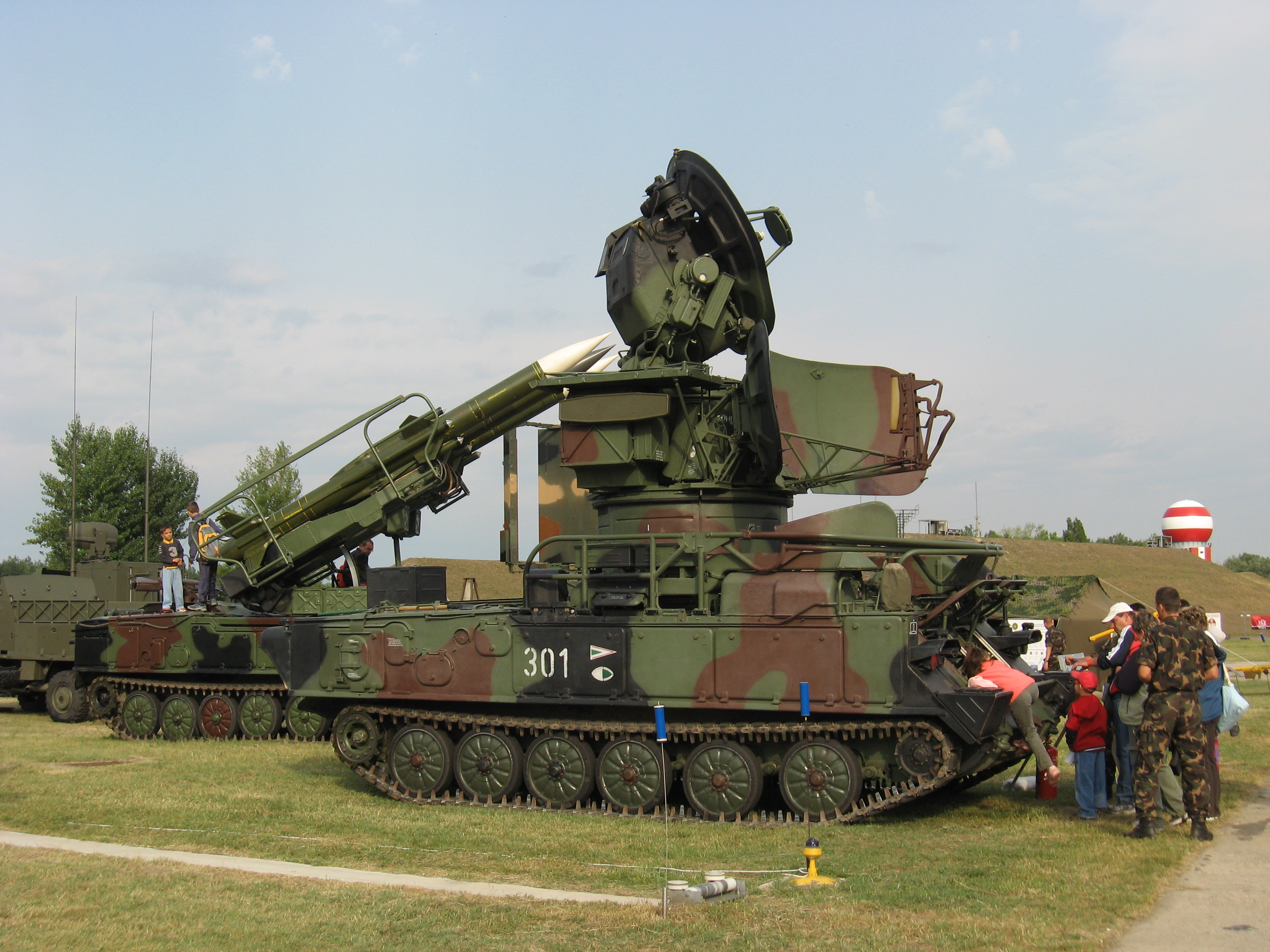
Mit der P-19 konnten Zieldaten für die hier dargestellte 2K12 ermittelt werden.

Die Radarstation diente zur Aufklärung und Zielzuweisung tieffliegender Luftziele. Daher wurde sie grundsätzlich in den Führungsbatterien der Flugabwehrraketensysteme der Landstreitkräfte verwendet, dort ersetzte sie ihren Vorgänger P-15 weitgehend.
Grundsätzlich ging man in der Sowjetunion von einem gemeinsamen Einsatz unterschiedlicher Radarstationen aus, da sich ein System, das alle Ansprüche an Reichweite, Genauigkeit, Auflösungsvermögen, Genauigkeit, Störfestigkeit und taktische Mobilität erfüllt, schon aus physikalischen Gründen nicht realisieren lässt. Der Einsatz von Radargeräten, die in unterschiedlichen Frequenzbereichen arbeiten, erhöhte auch die Störfestigkeit, da eine gleichzeitige Störung aller benutzten Frequenzbänder durch den Gegner unwahrscheinlich ist. Durch das unterschiedliche Ausbreitungs- und Reflexionsverhalten von elektromagnetischen Wellen unterschiedlicher Wellenlänge konnte im Gesamtsystem sowohl eine große Aufklärungsreichweite und ein großer Höhenbereich, andererseits aber auch eine ausreichende Genauigkeit und die Aufklärung von Luftzielen mit Stealth-Eigenschaften ermöglicht werden. Nicht zuletzt steigerte die im Gelände verteilte Aufstellung die Überlebensfähigkeit des Gesamtsystems bei Einsatz von Anti-Radarraketen. Die P-19 war daher wie alle im damaligen Zeitraum in der Sowjetunion entwickelten Radarstationen ein auf spezielle Anforderungen optimiertes Radargerät, dass grundsätzlich immer im Verbund mit anderen Radarstationen und Führungssystemen eingesetzt wurde. Dieses Konzept bedingt allerdings eine starke Abhängigkeit des Gesamtsystems von einzelnen Komponenten. So macht zum Beispiel eine Zerstörung oder Störung der Höhenfinder oder anderer Schlüsselkomponenten auch voll einsatzfähige Radare des Systems nutzlos, da ohne Höhenangabe keine Bekämpfung mit FlaRaks möglich ist. Die benötigten Kommunikationsmittel zum Zusammenführen der Einzeldaten machen das System außerdem träger (beim Einsatz von Kabeln) oder anfälliger für elektronische Aufklärung und Störung (bei Funkverbindungen).
Ab Beginn der 1970er Jahre erfolgte ein Einsatz in den mit den Fla-Raketensystemen 2K12 Kub und 2K11 Krug ausgestatteten Flugabwehrraketenregimentern. Aufgabe war dabei die Aufklärung des Luftraumes, die Identifizierung der zu bekämpfenden Luftziele sowie die Ermittlung der Zieldaten und ihre Übertragung an die Flugabwehr-Raketensysteme. Dort wurde sie in den Führungsbatterien zusammen mit dem Feuerleitkomplex 9S44 „Krab“ und den Radarstationen P-18 und P-40 und dem Höhenfinder PRW-9 bzw. PRW-16 eingesetzt. Mit Einrüstung des Systems ASPD konnten die Zieldaten auch an die Führungsstelle 9S486 übertragen werden. Damit war ein Einsatz auch in den mit dem Fla-Raketensystem 9K33 Osa ausgerüsteten Flugabwehrraketenregimentern erfolgen. Ein Einsatz der Radarstation mit den Nachfolgern der oben aufgeführten Fla-Raketensysteme ist grundsätzlich ebenfalls möglich.
In nach dem Vorbild der Sowjetarmee aufgebauten Streitkräften wurde die P-19 auch in den Führungsbatterien der Chefs Truppenluftabwehr der Panzer- und motorisierten Schützendivisionen eingesetzt. Zusammen mit anderen Radarstationen wurde sie zur Aufklärung und Darstellung des Luftlagebildes genutzt, eine Aufbereitung und Ermittlung von Zieldaten erfolgte hier im Regelfall nicht.

### Einsatzstaaten
Die P-19 wurde 1974 in der Sowjetarmee eingeführt, ist mittlerweile aber durch andere Systeme ersetzt worden. Das System wurde in zahlreiche Länder exportiert und befindet sich dort noch teilweise im Einsatz. Im Allgemeinen werden Robustheit, Verfügbarkeit und hohe Störfestigkeit sowie einfache Instandsetzung als Vorzüge des Systems hervorgehoben, so auch von französischen Militärs, die eine 1987 im Tschad erbeutete P-19 einer eingehenden Erprobung unterzogen.

### Einsatz in der NVA
Die ersten RBS-19-1 setzte die Truppenluftabwehr der NVA ab 1980 ein.
Ausgerüstet wurden die Führungsbatterien der Chefs Truppenluftabwehr der Mot.-Schützen- und Panzerdivisionen der Landstreitkräfte, dabei erhielt jede Führungsbatterie eine P-19. Ebenfalls ausgerüstet wurden die Führungsbatterien der Fla-Raketenregimenter 1, 4, 7, 8, 9 und 11, auch hier war eine P-19 je Führungsbatterie vorgesehen.
Ab Mitte der 1980er Jahre wurde von der NVA die Version RBS-19-4 mit System ASPD-U beschafft. Damit konnte die Radarstation zusammen mit der Führungsstelle 9S486 in den mit dem Waffensystem 9K33 ausgerüsteten Fla-Raketenregimentern 8 (FRR-8) bzw. 11 (FRR-11) erfolgen.
Die Umrüstung auf das Sekundärradargerät Patrol (1L23-9) war ab 1989/90 vorgesehen, konnte jedoch aufgrund der geänderten politischen Situation nicht mehr durchgeführt werden. Die entsprechenden Bestandteile des Systems wurden als sogenannte sensitive Technik 1990 in die Sowjetunion zurückgeführt. Auch die Baugruppen der 1988/89 bereits mit Patrol gelieferten Radarstationen (Modifikation 1RL134-Sch3-1) wurden ausgebaut und zurückgeführt.
Von der Bundeswehr wurden die vorhandenen RBS-19 nicht übernommen, sondern verschrottet oder an Museen abgegeben. Mindestens drei Radarstationen wurden jedoch zusammen mit dem Waffensystem 9K33 für einen symbolischen Preis an Griechenland verkauft. In Griechenland wurden die RBS-19 nicht mehr den Führungsbatterien des Regimentes zugeordnet, sondern kamen in den aus jeweils sechs 9A33 bestehenden Fla-Raketenabteilungen zum Einsatz.

## Taktisch-Technische Daten
| Technische Daten П-19 Дунай Rundblickstation 19 „Flat Face B“ | Technische Daten П-19 Дунай Rundblickstation 19 „Flat Face B“ |
| ------------------------------------------------------------- | ------------------------------------------------------------- |
| Frequenzbereich                                               | circa 750 MHz                                                 |
| Pulswiederholzeit                                             |                                                               |
| Pulswiederholfrequenz                                         | 500–600                                                       |
| Sendezeit (PW)                                                |                                                               |
| Empfangszeit                                                  |                                                               |
| Totzeit                                                       |                                                               |
| Pulsleistung                                                  | 270–300 kW                                                    |
| Durchschnittsleistung                                         |                                                               |
| angezeigte Entfernung                                         | 300 km                                                        |
| Entfernungsauflösung                                          | 450–2000 m                                                    |
| Öffnungswinkel                                                |                                                               |
| Trefferzahl                                                   |                                                               |
| Antennenumlaufzeit                                            |                                                               |